# هيرفي دوكلو-لاسال
هيرفي دوكلو-لاسال (بالفرنسية: Hervé Duclos-Lassalle)‏ ولد بتاريخ 24 ديسمبر 1979 في البرانيس الأطلسية، فرنسا، هو دراج فرنسي في صنف سباق الدراجات على الطريق.

## وصلات خارجية
- الموقع%20الرسمي

## روابط خارجية
- هيرفي دوكلو-لاسال على موقع الاتحاد الدولي للدراجات (الإنجليزية)
- هيرفي دوكلو-لاسال على موقع أرشيف الدراجات (الإنجليزية)
- هيرفي دوكلو-لاسال على موقع إحصائيات الدراجات الإحترافية (الإنجليزية)
- هيرفي دوكلو-لاسال على موقع نسبة الدراجات (الإنجليزية)
- هيرفي دوكلو-لاسال على موقع CycleBase (الإنجليزية)